# Atramentowa śmierć
Atramentowa śmierć (tyt. oryg. niem. Tintentod) – trzecia i ostatnia część młodzieżowej trylogii fantastycznej niemieckiej pisarki Cornelii Funke o Atramentowym Świecie. 
Atramentowy świat powoli traci nadzieję na lepsze życie. Mortimer ciągle walczy o szczęśliwsze zakończenie, płaci jednak za to wysoką cenę - zostaje zabrany przez Białe Damy, strażniczki umarłych do Podziemi. Tam zawiera układ ze Śmiercią. Jeśli nie dotrzyma swojej obietnicy Śmierć zabierze nie tylko jego ale i jego córkę. Razem z Mo do świata żywych wraca Smolipaluch, obdarzony jeszcze potężniejszym ogniem i większą ilością sposobów nad jego panowaniem.